# Star Trek: First Contact
Star Trek: First Contact är en amerikansk science fiction-film som hade biopremiär i USA den 22 november 1996. Det är den åttonde långfilmen baserad på TV-serien Star Trek. I filmen måste besättningen från Star Trek: The Next Generation hindra de fientliga borgerna från att förändra historien och erövra Jorden genom att resa tillbaka i tiden.
Filmen regisserades av Jonathan Frakes från ett manus skrivit av Brannon Braga och Ronald D. Moore. Musiken komponerades av Jerry Goldsmith.

## Handling
Filmen utspelar sig i 2300-talet. Det kommendör Jean-Luc Picard har fruktat i många år händer. Ännu en borgkub kommer till jorden för att ta över den. Trots att stjärnflottan förstör borgkuben lyckas en mindre kapsel från kuben undkomma. Denna kapsel öppnar en tidsvirvel och reser tillbaka i tiden till mitten av 2000-talet för att förstöra människans första kontakt med civilisationen från vulcan. Picard och besättningen på rymdskeppet Enterprise följer efter kapseln in i tidsvirveln för att försöka stoppa borgerna innan de hinner göra för mycket skada.

## Kända citat
- "Borg? Sounds Swedish!" följt av "Definitely not Swedish"
- "The line must be drawn here! This far and no further!" (Picard)

## Rollista (i urval)
| Patrick Stewart           | – Jean-Luc Picard       |
| Jonathan Frakes           | – William Riker         |
| Brent Spiner              | – Data                  |
| LeVar Burton              | – Geordi LaForge        |
| Michael Dorn              | – Worf                  |
| Marina Sirtis             | – Deanna Troi           |
| Gates McFadden            | – Beverly Crusher       |
| Alfre Woodard             | – Lily Sloane           |
| James Cromwell            | – Zefram Cochrane       |
| Alice Krige               | – Borgdrottningen       |
| Robert Picardo            | – Doktorn (Nödhologram) |
| Majel Barrett Roddenberry | – Datorröst             |
| Dwight Schultz            | – Reginald Barclay      |

### Fotnoter
1. ↑  ”Star Trek: First Contact” (på engelska). Box Office Mojo. 22 november 2006. http://www.boxofficemojo.com/movies/?id=startrek8.htm. Läst 7 september 2016.